# Künstlerhaus Wien

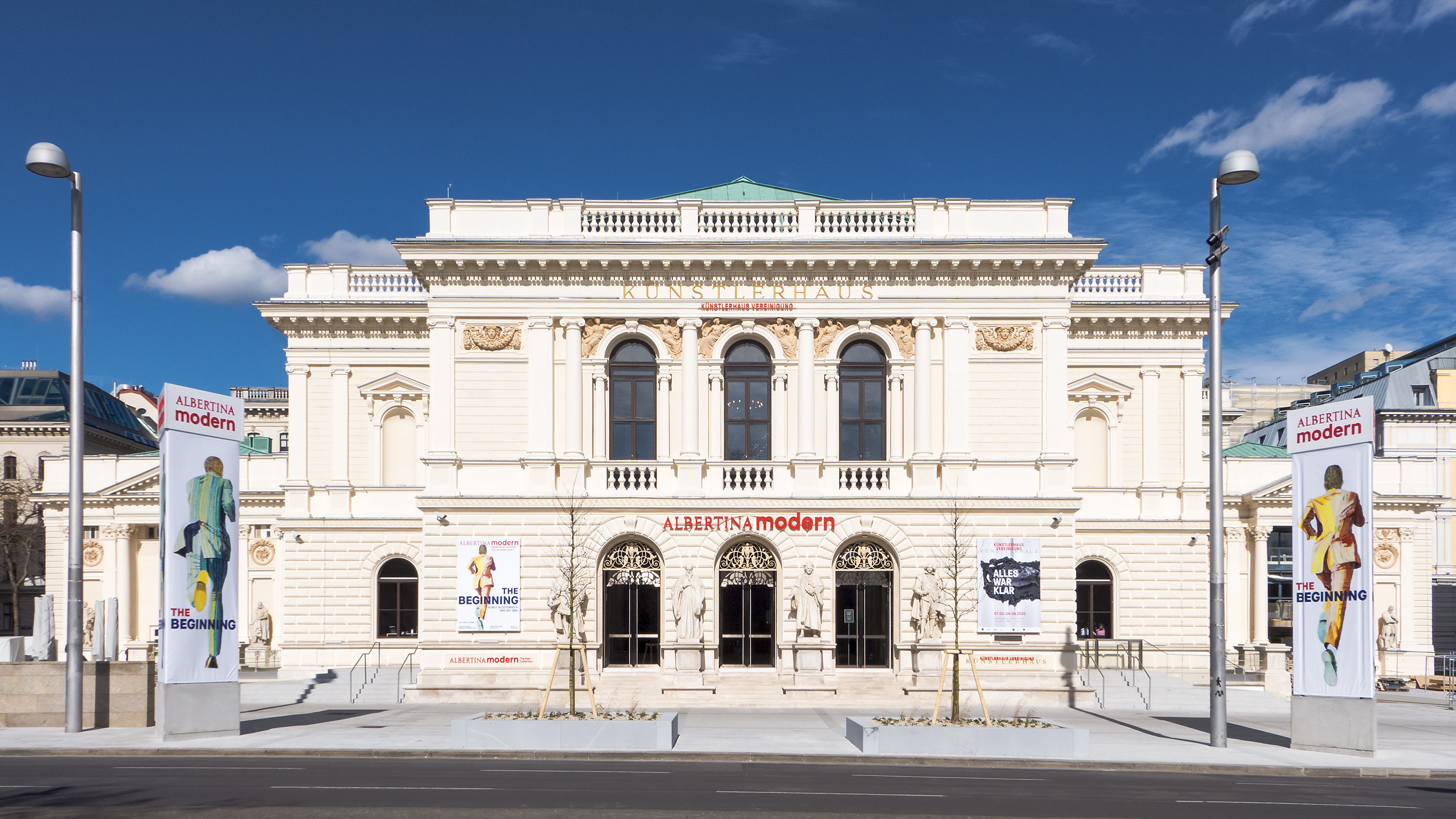
Künstlerhaus

Das Künstlerhaus in Wien (1. Bezirk) ist seit 1868 Sitz der Künstlerhaus Vereinigung. Es befindet sich in der Ringstraßenzone zwischen Akademiestraße, Bösendorferstraße und Musikvereinsplatz.
Das Gebäude wurde 1865–1868 errichtet und dient seither als Ausstellungshaus und Ort für Veranstaltungen. Mehrheitseigentümerin ist seit 2015 die Haselsteiner Familien-Privatstiftung, Minderheitseigentümerin die Vereinigung Künstlerhaus, Gesellschaft bildender Künstlerinnen und Künstler Österreichs, die älteste noch bestehende Künstlervereinigung Österreichs. Seit 1949 befindet sich im linken (westlichen) Seitenflügel des Künstlerhauses ein Kino. Im September 2013 übersiedelte hierhin das Stadtkino und wird seither als Stadtkino im Künstlerhaus betrieben. Im rechten Seitenflügel erfolgte 1974 der Einbau eines Theaters, das nunmehr als Nebenspielstätte der Wiener Staatsoper dient.
Von Herbst 2016 bis ins Frühjahr 2020 erfolgte die Generalsanierung des Künstlerhauses. Als temporäres Ausweichquartier diente die ehemalige Altmann'sche Textilfabrik in Wien-Margareten (Stolberggasse 26). Die Neueröffnung fand am 6. März 2020 statt. Während die Künstlerhaus Vereinigung nun im Obergeschoß des Gebäudes ihr Programm präsentiert, eröffnete im Erd- und Untergeschoß die neueingezogene Albertina modern am 27. Mai 2020 ihren Betrieb. Somit beherbergt das Künstlerhaus zwei voneinander unabhängige Ausstellungsbetriebe.

## Die Künstlervereinigung

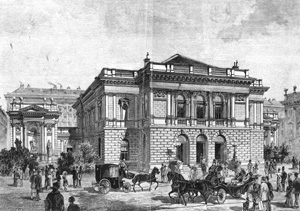
Künstlerhaus Wien (1883)

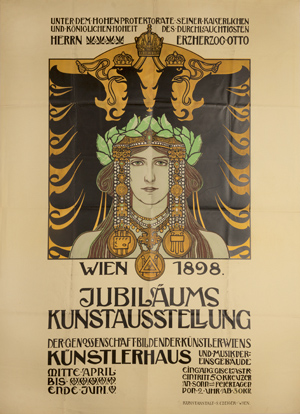
Plakat zur Jubiläumsausstellung 1898

Um die Mitte des 19. Jahrhunderts bildete sich in Wien eine Gruppe Künstler, die sich zum regelmäßigen Austausch, vor allem aber zum geselligen Beisammensein im Gasthaus Dachelkeller am heutigen Neuen Markt zusammenfand. Das Lokal wurde aufgrund des immer größer werdenden Interesses ebenso zu klein wie der Lothringer am Kohlmarkt. Als die noch namenlose Gruppe erneut umzog, diesmal in die Naglergasse Zum Goldenen Lamm, hatte man bereits den Plan das Lokal nach den eigenen Vorstellungen umzugestalten. Man wollte sich eine dauerhafte Heimstätte schaffen, auch wenn man nach wie vor nur Mieter war.
Das Vorhaben zum Umbau scheiterte, nicht zuletzt aufgrund der beengten Platzverhältnisse. Die Gruppe beschloss daraufhin das durch seine Stadtmauer begrenzte Wien zu verlassen und in die Vorstadt zu ziehen. Das große, aus mehreren Räumen bestehende Lokal Zum blauen Strauß auf der Laimgrube, heute Teil des 6. Wiener Gemeindebezirks, an der Ecke Kothgasse (heute Gumpendorfer Straße) und Untere Pfarrgasse (heute Laimgrubengasse) wurde als geeignet angesehen. Mit der Ausgestaltung der Räumlichkeiten wurde 1846 der Architekt Leopold Ernst betraut. Im neugotischen Stil errichtete er unter gewaltiger Kostenüberschreitung den großen und kleine Albrecht-Dürer-Saal (nicht mehr erhalten). Die Schlussrechnung von 1847 wies Gesamtkosten von 4396 Gulden auf.
Die Gesellschaft zum blauen Strauß, wie man sich jetzt nannte, war inzwischen vereinsmäßig organisiert. Mit behördlicher Genehmigung vom 19. September 1856 hieß die Vereinigung offiziell Gesellschaft ausübender bildender Künstler und Kunstfreunde in Wien. Zwei Jahre später wurde der Name in Albrecht Dürer-Verein geändert. Mitte der 1850er Jahre bildete sich eine weitere Gruppe Künstler, die sich „Eintracht“ nannte. Beide Gruppen standen in einem freundschaftlichen Verhältnis zueinander und gegen Ende der 1850er Jahre kam die Idee zum Bau eines gemeinsamen Vereinshauses auf. Dieses Vorhaben war schließlich der entscheidende Anstoß zum Zusammenschluss der beiden Vereine. Mit der konstituierenden Versammlung vom 7. November 1861 schlossen sich die Künstlervereine Eintracht und Albrecht Dürer-Verein unter dem Namen Genossenschaft der bildenden Künstler Wiens zur faktischen Standesvertretung der Wiener Maler, Bildhauer und Architekten zusammen. 1868 wurde das neue Vereins- und Ausstellungshaus am Wienfluss (heute Karlsplatz) bezogen. Gemeinsam mit der Schlusssteinlegung erfolgte am 1. September die Eröffnung der III. Allgemeinen Deutschen Kunstausstellung – die Genossenschaft betrachtete sich (bis 1912) als Lokalverein der Allgemeinen Deutschen Kunstgenossenschaft.
Die Genossenschaft veranstaltete neben den großen Jahresausstellungen, die jeweils im Frühjahr stattfanden, die sogenannten Permanenten Ausstellungen, die vom Sommer bis ins nächste Jahr dauerten. Die Ausstellungen waren prinzipiell als Verkaufsausstellungen konzipiert. Die Provisionen aus den Verkäufen bildeten zusammen mit den Mitgliedsbeiträgen, den Eintrittsgeldern und dem Katalogverkauf die wichtigsten Einnahmequellen in den ersten Jahren. Zudem fanden schon seit Beginn Auktionen verschiedener Kunsthändler im Künstlerhaus statt.
Neben der Abhaltung von Ausstellungen war der wesentliche Vereinszweck die „gesellige Vereinigung“, wie es im ersten Paragraphen der Gründungsstatuten von 1861 heißt: „Der Zweck der Genossenschaft ist die Förderung der Standesinteressen der bildenden Künstler Wiens und deren gesellige Vereinigung unter sich und mit Kunstfreunden“. Den Hang zur Geselligkeit hat die Vereinigung vom Albrecht Dürer-Verein geerbt. Zunächst noch im Lokal auf der Laimgrube, später im Künstlerhaus, wurden meist jeweils im Februar die sogenannten Gschnasfeste veranstaltet. Das Gschnas zeichnete sich durch seine meist sehr aufwendige und künstlerische Dekoration, ein abwechselndes Motto, seinen humoristischen, satirischen Charakter, die Masken und Kostüme sowie die verschiedenen Künstlergruppen aus.
Innerhalb der Genossenschaft, die prinzipiell alle bildenden Künste der Zeit beheimatete, bildeten sich eigene Organisationen bzw. Klubs. 1889 wurde der Club der Plastiker der Genossenschaft der bildenden Künstler Wiens gegründet (ab 1900 Bildhauer-Vereinigung der Genossenschaft der bildenden Künstler Wiens), 1894 der Architekten-Club der Genossenschaft der bildenden Künstler Wiens und 1913 entstand die Medailleur-Vereinigung der Genossenschaft der bildenden Künstler Wiens. Die wohl aktivste Tochterorganisation war der 1885 gegründete Aquarellisten-Club der Genossenschaft der bildenden Künstler Wiens. Ziel des Klubs war die Förderung der hinter der Ölmalerei stehenden Aquarellmalerei. Zu diesem Zweck veranstaltete der Klub eigene Ausstellungen im Künstlerhaus. Neben den ordentlichen Mitgliedern – diese mussten auch ordentliche Mitglieder der Genossenschaft sein – wurde die Kategorie der „Amateure“ geschaffen. 1941 wurde der Aquarellisten-Club behördlich aufgelöst.
Im Jahr 1897 spalteten sich 20 fortschrittliche Künstler (unter ihnen Gustav Klimt, Koloman Moser, Josef Hoffmann und Joseph Maria Olbrich) von der Genossenschaft der bildenden Künstler Wiens ab und gründeten die Wiener Secession. Damit verlor das Künstlerhaus seine Funktion als die damals maßgebliche Interessenvertretung aller Wiener Künstler.
Seit 1972 steht die Vereinigung auch Vertretern der angewandten Kunst offen. 1976 wurde sie, unter Beibehaltung der genossenschaftlichen Rechtsform, in Gesellschaft bildender Künstler Österreichs, Künstlerhaus umbenannt. Seit 1983 sind auch Film- und Audiovisionskünstler Mitglieder. Die 1985 gegründete Künstlerhaus-Ges. m. b. H. organisiert Ausstellungen auch für andere Museen und Institutionen. Seit Juni 2019 ist mit Präsidentin Tanja Prušnik erstmals eine Frau an der Spitze des Vereines.

## Baugeschichte

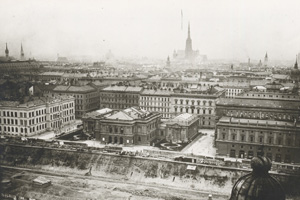
Das Künstlerhaus um 1900

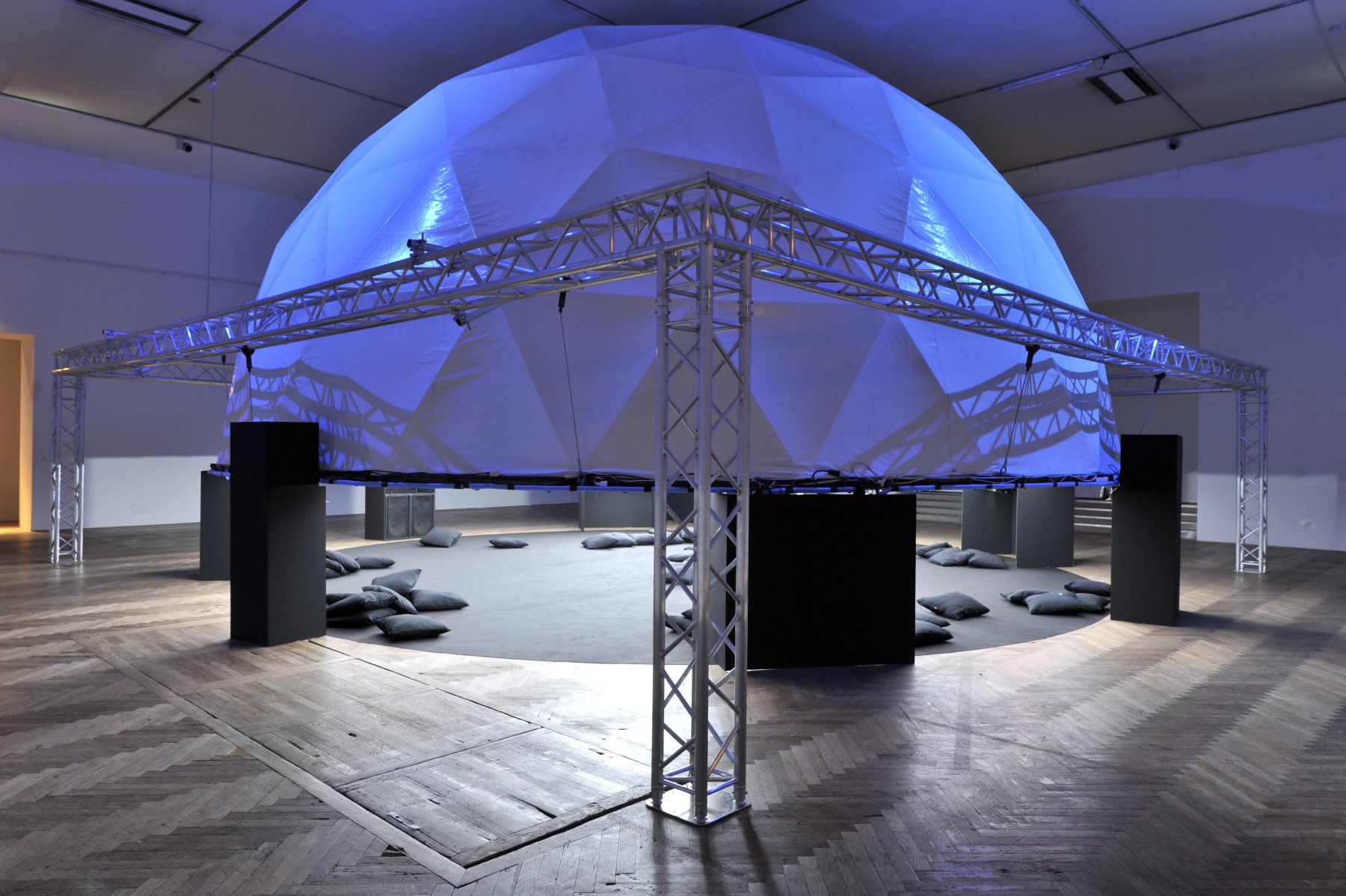
Ausstellung: Space Inventions (2010)

Nach der Ende 1857 getroffenen Entscheidung Kaiser Franz Josephs I., die Stadtmauern demolieren zu lassen, wurde die Wiener Ringstraße als repräsentativer Boulevard geplant und gebaut und vom Kaiser 1865, im Jahr des Baubeginns des Künstlerhauses, eröffnet. Der beim Innenministerium errichtete Stadterweiterungsfonds hatte die Aufgabe, das ehemalige Militärareal zu verwerten, und verkaufte die meisten Grundstücke an private Investoren. Zur Attraktivität der neuen Ringstraßenzone sollten Kultureinrichtungen beitragen, denen der Fonds Grundstücke gratis zur Verfügung stellte. Zu diesen Einrichtungen zählten das Künstlerhaus und der Musikverein, die gegenüber der Karlskirche Grundstücke am Ufer des damals noch offen fließenden Wienflusses erhielten.
Architekt des Künstlerhauses war August Weber (1836–1903), der 1863/64 das Gartenbaugebäude am Parkring errichtet hatte. Er orientierte sich am Stil einer italienischen Renaissancevilla des Jacopo Sansovino. Die Wiener Firma Anton Wasserburger führte sämtliche Steinmetzarbeiten durch, dabei wurden vorrangig St. Margarethener und Wöllersdorfer Stein sowie Kaiserstein aus Kaisersteinbruch verwendet. Franz Joseph I. setzte den Schlussstein.
Das am 1. September 1868 – fast neun Monate vor der nahen k. k. Hofoper und 16 Monate vor dem benachbarten Musikverein – eröffnete Haus erhielt 1882 einen größeren Zubau, nämlich die beiden Seitenpavillons. Der linke erhielt den Namen Deutscher Saal (das heutige Kino) und der rechte Französischer Saal (die heutige Theaterspielstätte). Architekten waren Friedrich Schachner und Andreas Streit.
Im gleichen Jahr wurde die Erste Internationale Kunstausstellung im Künstlerhause veranstaltet. 1888 wurde der Innengarten überdacht.
Im letzten Jahrzehnt des 19. Jahrhunderts begannen die Bauarbeiten an der Wiener Stadtbahn und an der teilweisen Einwölbung des Wienflusses. Seit 1899 ist die dem Künstlerhaus unmittelbar benachbarte Stadtbahnstation (seit 1980 ausschließlich U-Bahn-Station), gestaltet von Otto Wagner, in Betrieb. 1899/1900 wurde auch die Wienflusseinwölbung fertiggestellt, so dass sich die Vorderseite des Künstlerhauses nun nicht mehr an einem Flussufer, sondern am Rand des neuen, großen, 1899 benannten Karlsplatzes befand.
Weitere Umbauten erfolgten 1887 durch Julius Deininger (Innenumbau, Verlegung des Einganges an die Südfront), 1911 durch Wilhelm Jelinek, 1913 durch Siegfried Theiss und Hans Jaksch.
1949 wurde der linke Seitenflügel unter der Leitung von Alfons Hetmanek in ein Kino umgebaut. Dabei wurden beim Eingangsbereich Sgraffiti von Leopold Schmid angebracht, die Allegorien verschiedener Filmgenres darstellen. Der rechte Seitenflügel (Französischer Saal) wurde 1974 für einen Theaterbetrieb adaptiert.
1956/57 wurde der Stiftersaal einer massiven Modernisierung unterzogen.
2001–2003 wurde der Platz zum Musikverein hin neu gestaltet, aus dieser Zeit stammen auch die unterirdischen Räume zum Karlsplatz hin.
2016 bis 2019 fand die aktuelle Renovierung statt, die neben einer Restaurierung unter Aufsicht des Bundesdenkmalamtes auch eine technische Modernisierung und Erweiterung der Ausstellungsfläche umfasste. Die Modernisierung entspricht den Vorgaben des International Council of Museums, was für die Nutzung durch die Albertina modern eine wichtige Voraussetzung war.

## Urbanistische Aspekte

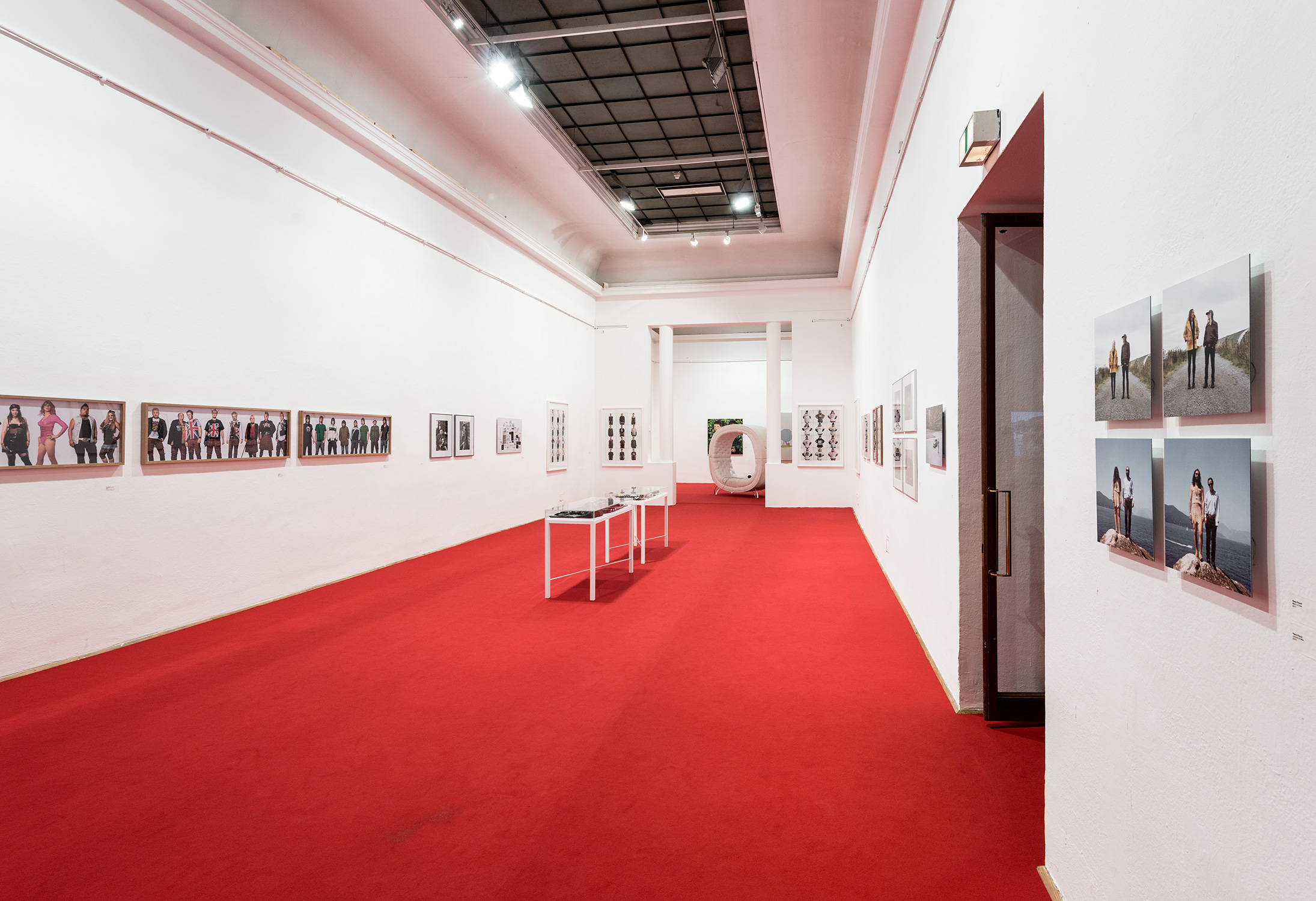
Künstlerhaus 1st Floor Exhibition: Megacool 4.0 (2012)

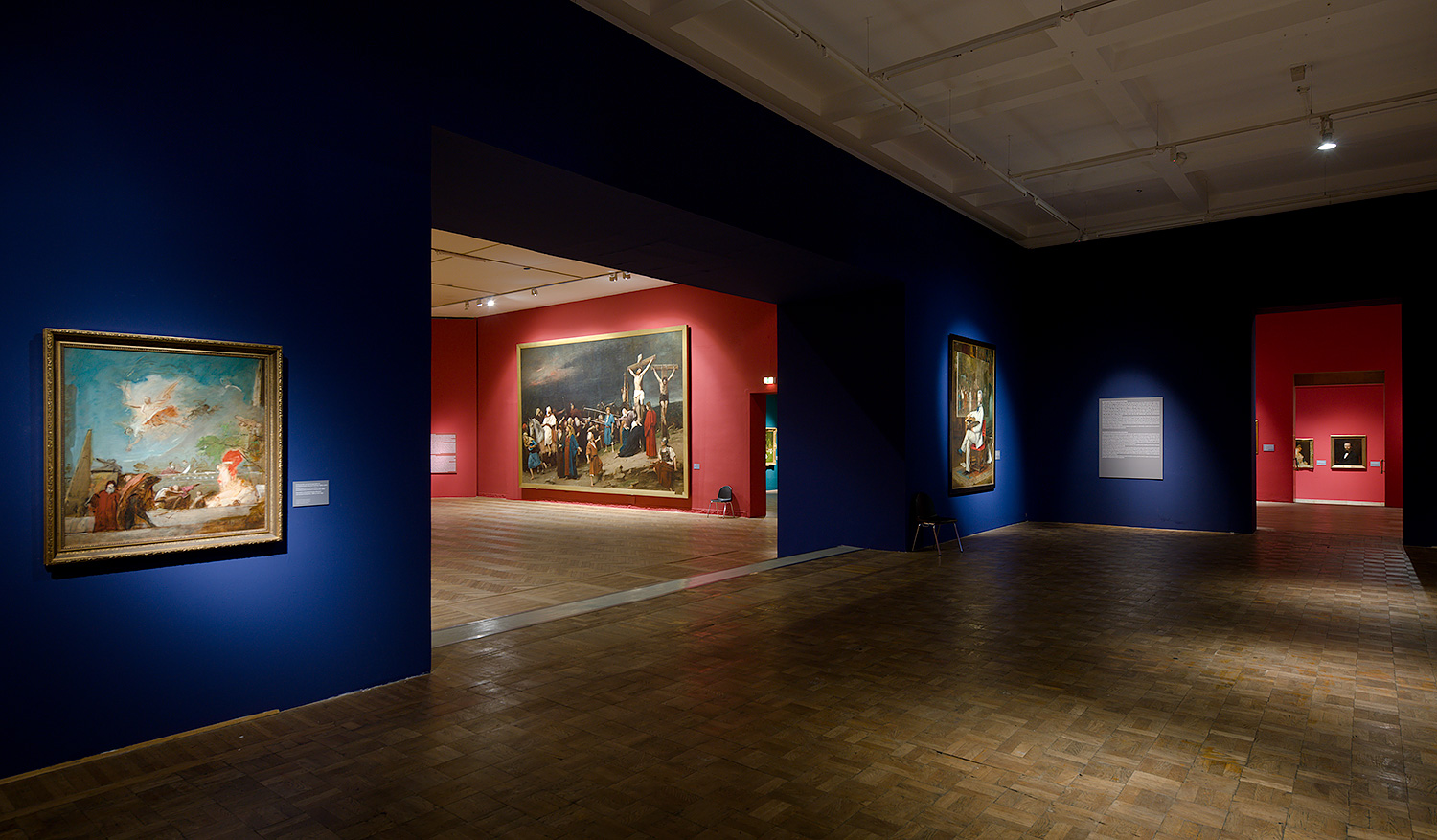
Ausstellung: Munkácsy. Magic & Mystery (2012)

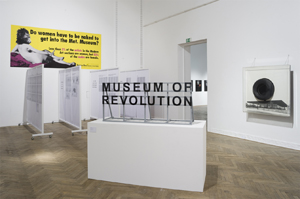
Ausstellung: Beziehungsarbeit. Art and Institution (2011)

Im 20. Jahrhundert geriet der für den Ringstraßenbereich ungewöhnlich niedrige Bau mehrmals unter spekulativen Abriss- oder wenigstens Aufstockungsdruck. So sah der Plan Kaym/Hetmanek Anfang der 1930er Jahre die Ersetzung des historistischen Pavillons durch achtgeschoßige Zinshäuser vor, 1935 machte sich der junge Roland Rainer Gedanken über eine „bauliche Verdichtung“ an diesem prominenten Ort.
Die Richtlinien des Planungswettbewerbs Karlsplatz machten 1946 deutlich, dass die Stadt Wien das Künstlerhaus sowie das damalige Verkehrsbüro am anderen Ende des Karlsplatzes als entbehrlich ansah (beide bestehen bis heute). Zu nennen ist auch der 1966 von Karl Schwanzer für IBM geplante Bürobau anstelle des Künstlerhauses, der allerdings bei Bevölkerung und Medien auf breiten Unmut stieß. Der Fall Florianikirche im Sommer 1965 hatte hier wohl zu einem Umdenken geführt.

## Aktuelle Nutzung und Planungen
Heute sind wieder Planungsüberlegungen im Gange, das Künstlerhaus durch Aus- und Umbauten stärker in den Museumscluster am Karlsplatz zu integrieren. Beispielsweise wurde das Ergebnis eines 1999 durchgeführten Architektenwettbewerbs, das den Ersatz der beiden Seitenflügel durch Glaspavillons vorgesehen hatte, von Beppo Mauhart im Juli 2010 erneut ins Spiel gebracht.
Das an der südöstlichen Seite des Karlsplatzes befindliche Wien-Museum, 1959 als Historisches Museum der Stadt Wien eröffnet, hat das Künstlerhaus immer wieder monatelang für Ausstellungen gemietet; darunter waren:
- 1985: Traum und Wirklichkeit. Wien 1870–1930 (Direktion Robert Waissenberger), gestaltet von Hans Hollein; mit 622.000 Besuchen bis heute Wiener Rekord
- 1987: Biedermeier und Vormärz (Direktion Günther Düriegl), gestaltet von Boris Podrecca
- 2004: Alt-Wien. Die Stadt, die niemals war (Direktion Wolfgang Kos)
- 2009/2010: Kampf um die Stadt. Politik, Kunst und Alltag um 1930 (Direktion Wolfgang Kos)

Es gab daher Überlegungen, das Künstlerhaus in die Verwaltung des unter Platzmangel leidenden Wien-Museums zu übertragen, doch konnte sich die Künstlervereinigung damit nicht anfreunden. Mittlerweile wird dies auch im Wien-Museum nicht mehr erwogen und mit der Stadtverwaltung diskutiert, wo für das Museum ein Neubau errichtet werden könnte.
Das Kunsthistorische Museum hat das Künstlerhaus in der Direktionsära Wilfried Seipel im letzten Jahrzehnt des 20. Jahrhunderts ebenfalls für Ausstellungen genützt. Später wurden durch Unterrichtsministerium dafür keine Mittel mehr bereitgestellt, wodurch sich im Budget des Künstlerhauses eine beträchtliche Lücke auftat.
2011 wurde öffentlich thematisiert, dass aufgetretene Bauschäden viel Geld für Reparaturen erfordern würden, dass aber die Künstlervereinigung diese Mittel aus dem laufenden Betrieb des Künstlerhauses nicht erwirtschaften kann. Die als Subventionsgeber in Frage kommenden Institutionen, das Unterrichtsministerium und das Kulturressort der Wiener Stadtverwaltung, haben allerdings selbst mit Budgetproblemen zu kämpfen. Stattdessen wurde im November 2015 auf einer außerordentlichen Hauptversammlung der Gesellschaft bildender Künstler Österreichs die Gründung einer neuen Betreibergesellschaft beschlossen, bei der die Familienprivatstiftung von Hans Peter Haselsteiner 74 Prozent und das Künstlerhaus eine Sperrminorität von 26 Prozent hält. Die getroffene Absprache sieht vor, dass Haselsteiners Stiftung die Kosten für die bauliche Sanierung des Gebäudes in geschätzter Höhe von 30 Millionen Euro sowie die die jährlichen Erhaltungskosten von etwa 700.000 Euro finanziert und im Gegenzug einen Teil der Nutzfläche bekommt. Die Renovierungsarbeiten sollen 2018 abgeschlossen sein. Mitte Juli 2018 wurde bekanntgegeben, dass sich die Eröffnung um ein Jahr verzögert.
Am 6. März 2020 wurde das Künstlerhaus wiedereröffnet. Coronabedingt verschoben, fand die Eröffnung der Albertina modern erst am 27. Mai 2020 statt. Sie bespielt nun als zweiter Standort der Albertina (Wien) Erd- und Untergeschoß des Künstlerhauses mit Wechselausstellungen.

### Theater

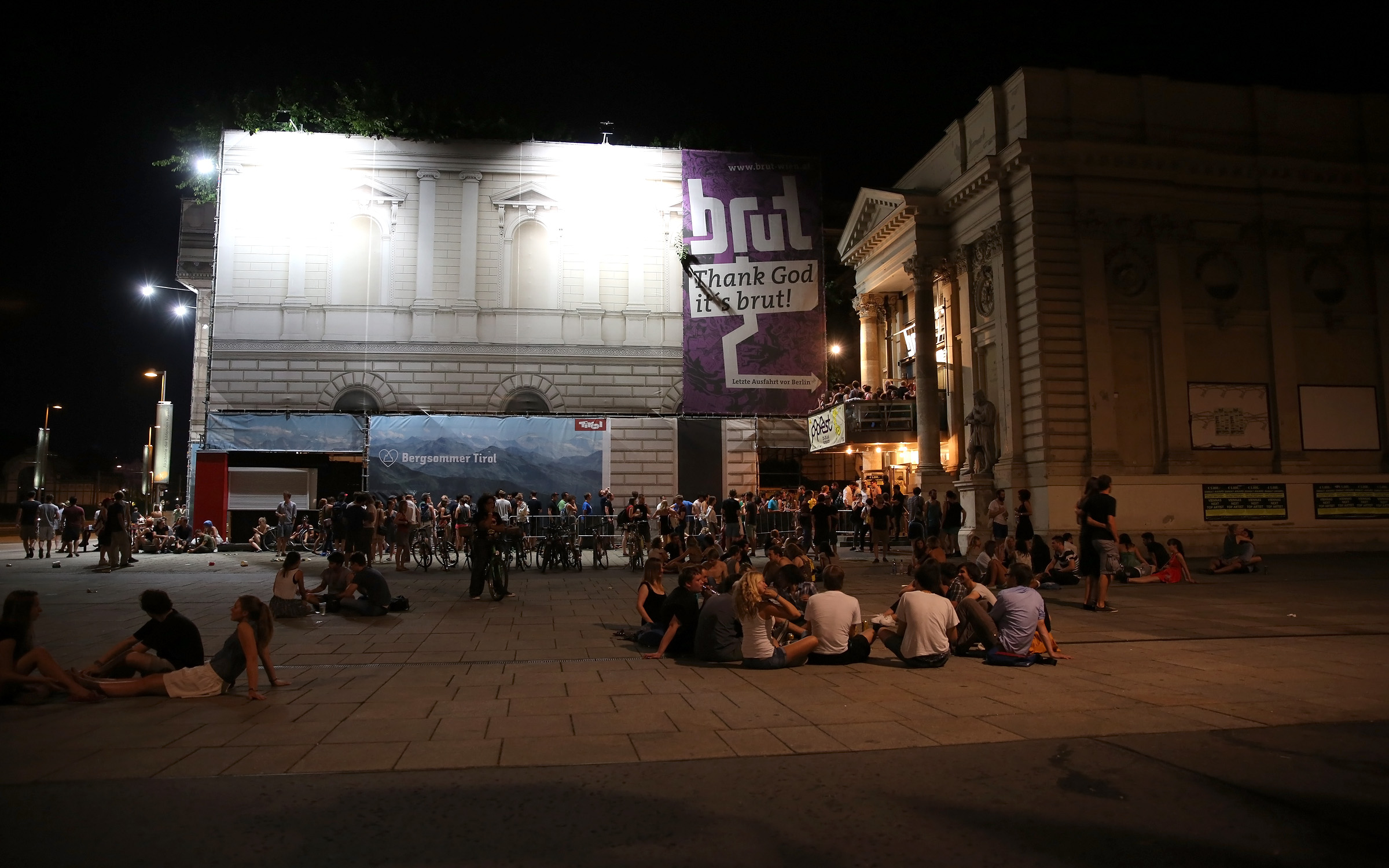
brut im Künstlerhaus (popfest 2013)

Seit dem Umbau des rechten Seitenflügels zum Theater Mitte der 1970er Jahre war dort bis 1985 das Komödiantenhaus-Theater beheimatet. Nach dessen Ende gab es Überlegungen, das Theater als Politische Bühne Künstlerhaus neu zu beleben. Von Seiten der Stadt Wien bzw. der damaligen Kulturstadträtin Ursula Pasterk wurde 1987 beschlossen, das Theater zusammen mit dem ebenfalls leer stehenden Theater im Konzerthaus den freien Theatergruppen der Stadt zur Verfügung zu stellen. Mit 31. Jänner 1989 übernahm das dietheater, getragen vom Theaterverein Wien, unter der künstlerischen Leitung von Christian Pronay die beiden Spielstätten. Bis 2007 diente dietheater als Bühne verschiedener österreichischer, insbesondere Wiener Theatergruppen, der zeitgenössischen Tanz-Kunst widmet sich seit damals das dort jährlich veranstaltete Festival imagetanz. Die Neuausschreibung der künstlerischen Leitung durch den Theaterverein erfolgte im Sommer 2006. Es folgten ein Umbau bzw. eine Renovierung der Spielstätte sowie die Umbenennung von dietheater in brut Wien („brut im Künstlerhaus“ und „brut im Konzerthaus“). Von November 2007 bis März 2020 wurde der rechte Seitenflügel noch einmal als Bühne für Off-Theater-Produktionen, Tanz, Performances und Konzerte verwendet.
Im auch Französischen Saal genannten Raum eröffnete die Wiener Staatsoper im Dezember 2024 eine neue Spielstätte (das NEST, für Neue Staatsoper), die vor allem für an Kinder und Jugendliche gerichtete Produktionen vorgesehen ist.

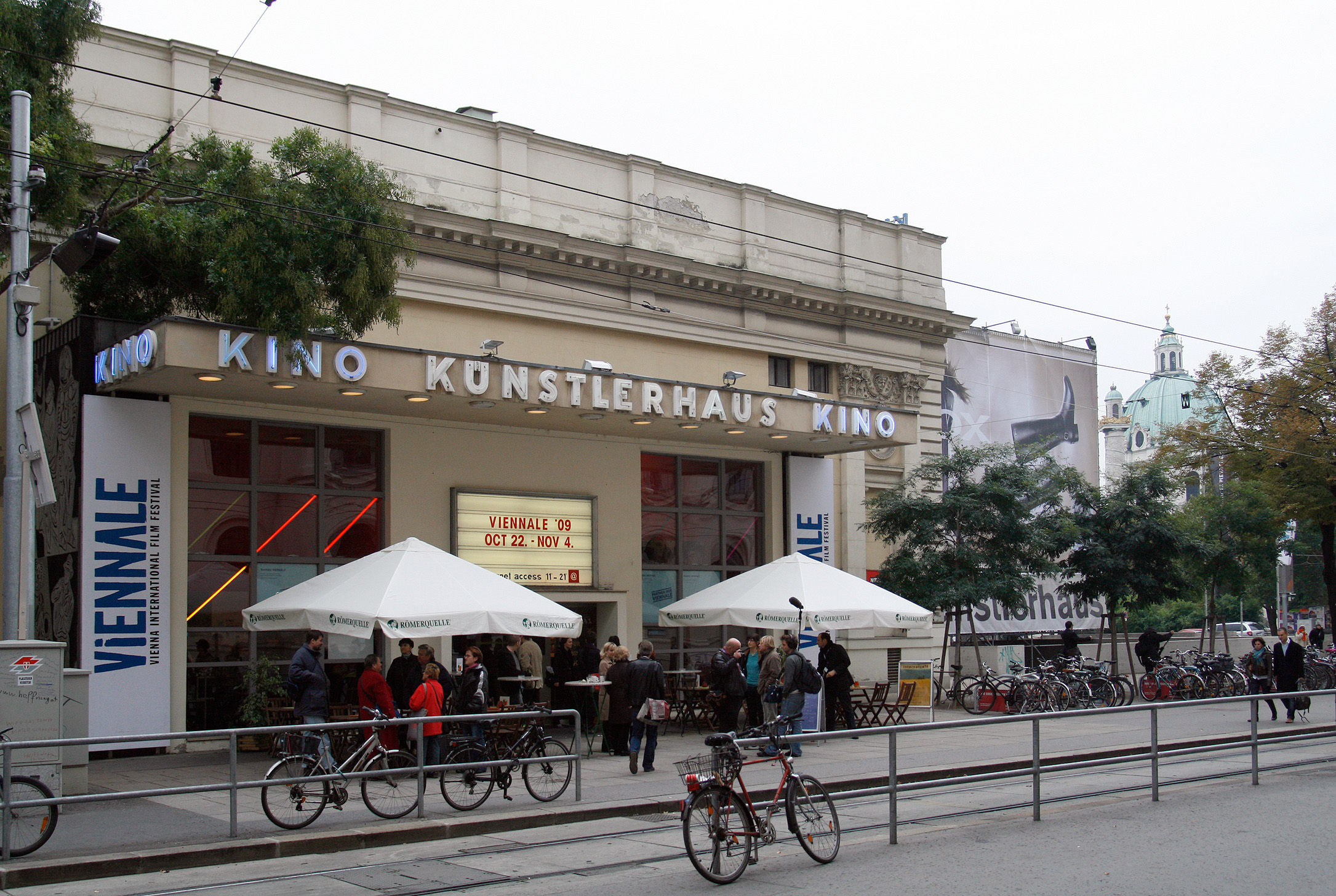
Kino im Künstlerhaus (Viennale 2009)

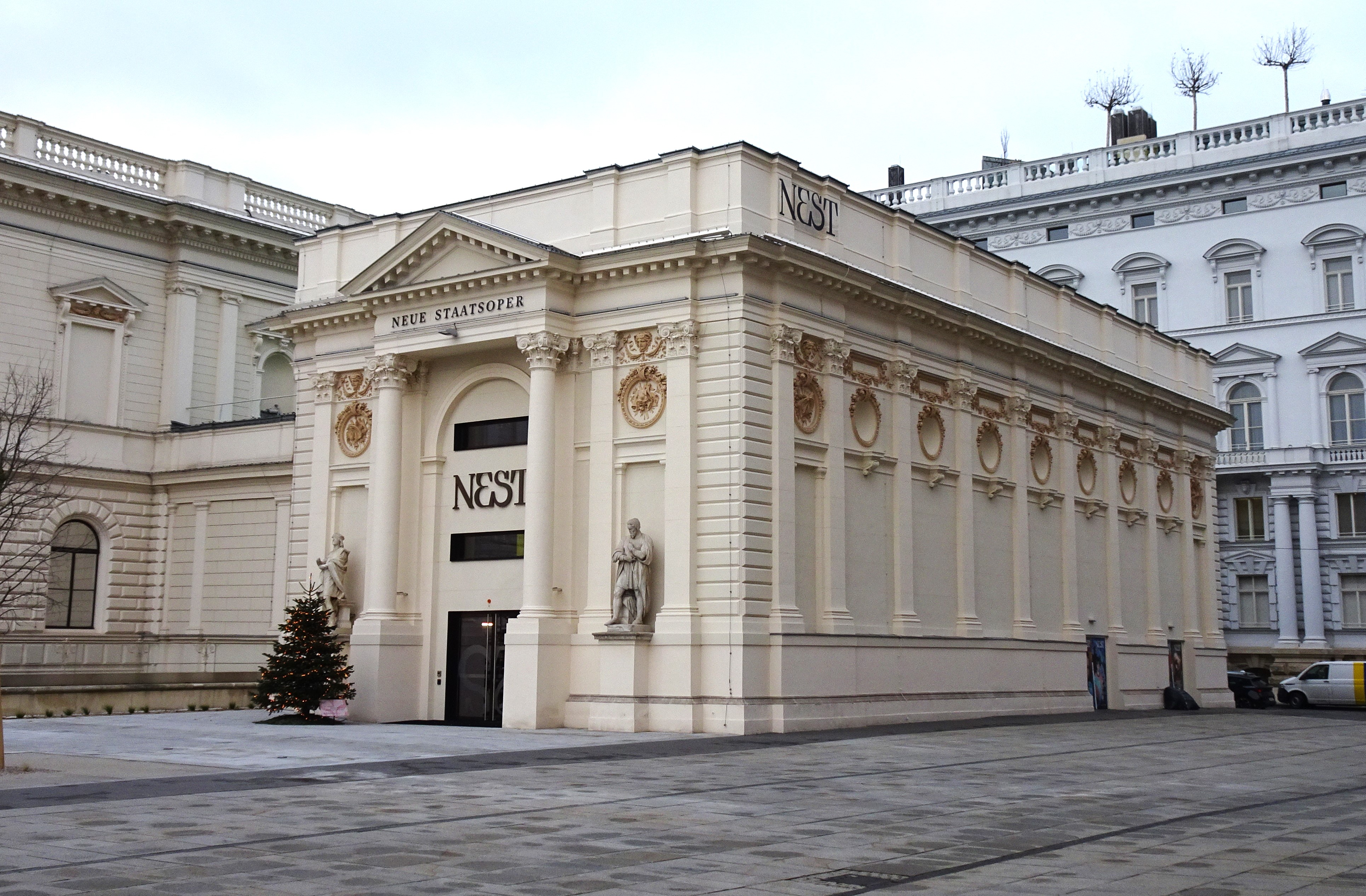
Der Französische Saal als „NEST“ (Neue Staatsoper)

### Kino
Das Kino im Künstlerhaus entstand 1947–1949 mit dem Umbau des zuvor als Ausstellungshalle genutzten linken Seitenflügels nach Plänen des Architekten Alfons Hetmanek. Die großflächigen Bilder an den Seitenwänden des Kinosaals, allegorische Darstellungen von bildender Kunst, Musik, Dichtung, Film und Theater, stammen von Rudolf Eisenmenger und Rudolf Holzinger. Bis 1966 war Leopold Hauer als künstlerischer Leiter für die Programmgestaltung verantwortlich. Gezeigt wurden hier unter anderem österreichische Uraufführungen von Werken Jean Cocteaus, Jacques Tatis und René Clairs.
Nachdem es bereits früher eines der Kinos war, die Filme im Rahmen des Viennale-Filmfestivals zeigten, ist es seit 2005 erneut eine der Festival-Spielstätten. 2009 wurde mit der Renovierung und technischen Erneuerung des Kinos begonnen. Ende 2012 schloss das Künstlerhaus mit der Viennale einen Vertrag für 20 Jahre, dem zufolge das „Stadtkino“ seinen Standort am Schwarzenbergplatz aufgab und, am 26. September 2013 eröffnet, als „Stadtkino im Künstlerhaus“ hierher wechselte.